# Maracandus macei
Maracandus macei is een hooiwagen uit de familie Assamiidae.